# 214 до н. е.

## Події
- Битва при Беневенто (214 до н. е.)
- Битва при Нолі (214 до н. е.)
- Битва під Аполлонією

## Народились
- Карнеад — давньогрецький філософ.